# El Limón, Santa María Tonameca
El Limón är en ort i Mexiko.   Den ligger i kommunen Santa María Tonameca och delstaten Oaxaca, i den sydöstra delen av landet, 500 km sydost om huvudstaden Mexico City. El Limón ligger 140 meter över havet och antalet invånare är 166.
Terrängen runt El Limón är lite bergig. Runt El Limón är det ganska glesbefolkat, med 42 invånare per kvadratkilometer. Närmaste större samhälle är San Juanito o la Botija, 8,1 km söder om El Limón. I omgivningarna runt El Limón växer i huvudsak lövfällande lövskog.